# George Packer
George Packer (Santa Clara, 13 de agosto de 1960) é um jornalista, romancista e dramaturgo norte-americano. É mais conhecido pelos seus textos para a The New Yorker sobre a política externa dos E.U.A. e pelo seu livro The Assassins' Gate: America in Iraq. Mais recentemente, escreveu The Unwinding: An Inner History of the New America, cobrindo a história da América de 978 a 2012. Este livro venceu o National Book Award para Não Ficção em Novembro de 2013.

## Início de vida e educação
Packer nasceu em Santa Clara, California. Os pais de Packer', Nancy (nascida Huddleston) e Herbert Packer, eram ambos professores universitários na Universidade de Stanford. O seu avô materno foi George Huddleston, Sr., um congressista do Alabama. O seu tio, George Huddleston, Jr., foi também um congressista do Alabama em meados do século XX. A sua irmã, Ann Packer, é também uma escritora. O seu pai era judeu e a sua mãe tinha antecedentes cristãos. É casado com Laura Secor e anteriormente com Michele Millon.
Licenciou-se no Yale College em 1982, e residiu em Callhoun College. Serviu no Peace Corps no Togo.

## Carreira
Os seus ensaios e artigos apareceram no Boston Review, The Nation, World Affairs, Harper's, The New York Times, and The New Yorker, entre outras publicações. Packer foi um colunista na Mother Jones e tem sido um escritor da redacção da The New Yorker desde Maio de 2003.
Packer recebeu um Holtzbrinck Fellow Class of Fall 2009 na American Academy in Berlin.
O seu livro intitulado The Assassins' Gate: America in Iraq, analisa os eventos que levaram à invasão em 2003 do Iraque e os relatórios de desenvolvimentos subsequentes nesse país, maioritariamente baseados em entrevistas com iraquianos comuns. Foi um apoiante da guerra do Iraque. Foi finalista em 2004 do Prémio Michael Kelly.
No Festival The New Yorker de Julho de 2013 foi apresentado um vídeo intitulado Geoffrey Canada on Giving Voice to the Have-nots, num painel que foi moderado por George Packer. Para além de Geoffrey Along, os panelistas incluíram Abhijit Banerjee, Katherine Boo, e Jose Antonio Vargas.
Um dos seus livros mais recentes, The Unwinding: An Inner History of the New America, foca-se nas maneiras em que a América mudou nos anos entre 1978 e 2012. Para tal, o livro traça as vidas de vários indivíduos de diferentes ambientes ao longo dos anos. No livro constam intercaladas biografias pequenas de figuras influenciais da época como Colin Powell, Newt Gingrich, Elizabeth Warren, Jay-Z, e Raymond Carver.

## Prémios e honras
- 2013 National Book Award for Nonfiction, The Unwinding[7][8]
- 2013 Finalista do National Book Critics Circle Award (Não Ficção) com The Unwinding[9][10]

## Afiliações
Packer é um membro do Conselho Internacional de Administração do Institute for War and Peace Reporting's .